# Форпост (Омська область)
Форпост (рос. Форпост) — присілок у Великоуківському районі Омської області Російської Федерації.
Муніципальне утворення — Становське сільське поселення. Населення становить 85 осіб.

## Історія
Згідно із законом від 30 липня 2004 року входить до складу муніципального утворення Становське сільське поселення.

## Населення
| 1926 | 2010 |
| ---- | ---- |
| 813  | ↘85  |